# Успеновка (Кореневский район)
Успеновка — деревня в Кореневском районе Курской области. Входит в состав Викторовского сельсовета.

## География
Деревня находится недалеко от российско-украинской границы, в 104 км к юго-западу от Курска, в 22 км к югу от районного центра — посёлка городского типа Коренево, в 3,5 км от центра сельсовета  — Викторовка.
Климат
Успеновка, как и весь район, расположена в поясе умеренно континентального климата с тёплым летом и относительно тёплой зимой (Dfb в классификации Кёппена).

## Население
| 2002 | 2010 |
| ---- | ---- |
| 122  | ↘71  |

## Инфраструктура
Личное подсобное хозяйство. В деревне 67 домов.

## Транспорт
Успеновка находится в 13,5 км от автодороги регионального значения 38К-030 (Рыльск — Коренево — Суджа), в 4 км от автодороги 38К-006 (Коренево — Троицкое), в 4 км от автодороги межмуниципального значения 38Н-055 (Гордеевка — граница с Украиной), на автодороге 38Н-161 (38К-006 — Успеновка), в 14,5 км от ближайшего ж/д остановочного пункта 341 км (линия 322 км — Льгов I). Остановка общественного транспорта.
В 132 км от аэропорта имени В. Г. Шухова (недалеко от Белгорода).